# Tetrazygia ovata
Tetrazygia ovata är en tvåhjärtbladig växtart som beskrevs av Célestin Alfred Cogniaux. Tetrazygia ovata ingår i släktet Tetrazygia och familjen Melastomataceae. Inga underarter finns listade i Catalogue of Life.